# المبدأ الأول
المبدأ الأول هو اقتراح أو افتراض أساسي، وتأسيسي، وبديهي لا يمكن استخلاصه من أي اقتراح أو افتراض آخر. بالإضافة إلى انه في الفلسفة، تُدَرَّس المبادئ الأولى من قبل الأرسطيّين، ويشار إلى نسخة دقيقة من المبادئ الأولى على أنها  مسلمات من قبل الكانطيين. وفي الرياضيات، يشار إلى المبادئ الأولى على أنها البديهيات أو الافتراضات. وفي الفيزياء والعلوم الأخرى ، يقال إن العمل النظري هو من المبادئ الأولى، أو من الاساس، إذا اعتمد على الحقائق العلمية الراسخة ولم يضع افتراضات مثل النموذج التجريبي وملائمة العامل المتغير في التجربة.
في المنطق الاصطلاحي في النظام المنطقي الاصطلاحي، أي مجموعة من المقترحات التي تتفق مع بعضها البعض من المحتمل انه يمكن استخلاص بياناتها من بعضها البعض. مثل ما يوجد في هذا المقطع، «كل الرجال قاتلين؛ سقراط رجل؛ سقراط هو قاتل» آخر الادعاء يمكن استخلاصه من الأولين. المبدأ
الأول هو مبدأ لا يمكن استخلاصه من أي مبدأ آخر. المثال الكلاسيكي هو مثال إقليدس (انظر عناصر إقليدس) في علم الهندسة. ويمكن استخلاص مئات المقترحات من مجموعة من التعريفات، والمسلمات، والمفاهيم المشتركة وبذلك فإن جميع الأنواع الثلاثة تشكل المبادئ
الأولى.

## الفلسفة بشكل عام
في الفلسفة «المبادئ الأولى» يشار اليها عادة بعبارات وحجج مسبقة والتي تتناقض مع المصطلحات البعدية، أو المنطق أو الحجج والتي تعني أنها مجرد افتراض وجود قبل عملية التفكير و «البعدية» وهي تعني الاستنتاج أو الاستدلال في عملية التفكير. وعموما فإن المبادئ
الأولى تعامل كأنها في مجال الفلسفة، وتعرف بنظرية المعرفة، بل هي عامل مهم في أي من نظريات علم ما وراء الطبيعة. وفي الفلسفة أيضا «المبادئ الأولى» غالبا ما تكون قابلة للتبديل إلى حد ما ومرادف بديهي، أو حقائق ومسلمات أو منطق ومنهج بديهي.

## مساهمة ارسطو
عندما يشرح أرسطو بشكل عام ما يحاول القيام به في أعماله الفلسفية، يقول انه ينظر إلى
«المبادئ الأولى» في كل تحقيق منهجي (ميثودوس) حيث توجد مبادئ أو أسباب أو عناصر أو
معارف أو علوم ناجمة عن اكتساب المعرفة بهذه الطرق؛ لأننا نعتقد أننا نعرف شيئا فقط في
حالة اكتساب المعرفة من الأسباب الرئيسية، والمبادئ الأولى أساسية على طول الطريق إلى
العناصر. ومن الواضح إذن أنه في علم الطبيعة كما في أماكن أخرى، ينبغي أن نحاول أولا
تحديد المسائل المتعلقة بالمبادئ الأولى.
الاتجاه السليم طبيعيا في طريقنا هو من الأشياء المعروفة بشكل أفضل والأكثر وضوحا بالنسبة
لنا، إلى الأشياء الأكثر وضوحا وأفضل معرفة بطبيعتها. ومن ثم، فمن الضروري لنا أن نسير،
بعد هذا الإجراء، من الأشياء التي تكون أقل وضوحا بطبيعتها، ولكن أكثر وضوحا بالنسبة لنا،
نحو الأشياء التي هي أكثر وضوحا ومعروفة بطبيعتها. (فيس 184a10-21)
إن العلاقة بين المعرفة والمبادئ الأولى ليست بديهية كما هو مبين في حساب أرسطو للمبدأ
الأول (بمعنى واحد) على أنه «الأساس الأول الذي يُعرف لشيء» (ميت. 1013أ14-15).
البحث عن المبادئ الأولى ليس غريبا على الفلسفة. فالفلسفة تشارك هذا الهدف مع الاستفسارات
البيولوجية، والأرصاد الجوية، والتاريخية، من بين أمور أخرى. لكن إشارات أرسطو إلى
المبادئ الأولى في هذا الافتتاح الفاصل للفيزياء وفي بداية التحقيقات الفلسفية الأخرى تعني أنها
مهمة أساسية للفلسفة

## ديكارت
تأثر بشكل كبير من قبل إقليدس وكان ديكارت العقلاني الذي اخترع النظام التأسيسي للفلسفة.
استخدم طريقة الشك والتي تسمى الآن الشك الديكارتي، لتشكك بشكل منهجي كل ما يمكن أن
يشكك به، حتى انه تركما كان ينظر اليه على أنه حقائق ثابتة بحتة. وباستخدام هذه المقترحات
الفردية البديهية أو أسسها، ذهب إلى استنتاج كامل جسد المعرفة منه. وتسمى الأسس أيضا
حقائق مسبقة. وكان اقتراحه الأكثر شهرة هو «أنا افكر، لذلك أنا موجود».
يصف ديكارت مفهوم المبدأ الأول في المقتطف التالي من مقدمة لمبادئ الفلسفة (1644):
علي أن أمتلك رغبة في المقام الأول، لأشرح فيه ما هي الفلسفة من خلال البدء في أكثر الأمور
شيوعا، على سبيل المثال، أن كلمة الفلسفة تعني دراسة الحكمة وأنه من الحكمة أن يفهم وليس
مجرد توخي الحذر في إدارة الشؤون ولكن يمكن ان يعرف هذا الرجل المعارف لسير حياته
للحفاظ على صحته واكتشاف جميع الفنون، وأن المعرفة للحفاظ على هذه الغايات يجب
بالضرورة استنتاجها من السبب الأول.
ولذلك بناءً على دراسة اكتسابها (وهو ما يسمى بشكل صحيح [284] الفلسفة)، يجب أن نبدأ في
التحقيق مع تلك الأسباب الأولى التي تسمى المبادئ.
الآن يجب أن يكون لهذه المبادئ شرطين: في المقام الأول، يجب أن تكون واضحة جدًا وجلية
للعقل البشري، عندما تنظر باهتمام لهم لا شك في حقيقتهم. في المقام الثاني، يجب أن تكون
معرفة أشياء أخرى تعتمد عليها بحيث أنه على الرغم من أن المبادئ نفسها قد تكون معروفة
بالفعل بصرف النظر عن ما يعتمد عليها، إلا أن هذا الأخير لا يمكن أن يكون معروفا كجزء من
المذكور سابقا. وبناء على ذلك، سيكون من الضروري بعد ذلك أن تسعى إلى استنتاج تلك
المبادئ من معرفة الأشياء التي تعتمد عليها، حيث أنه قد لا يكون هناك شيء في سلسلة
الاستقطاعات كلها غير واضح تماما.

## في الفيزياء
يقال في الفيزياء أن الحساب من المبادئ الأولى، أو من البداية، إذا كان يبدأ مباشرة على مستوى
القوانين المعمول بها في الفيزياء ولا تضع افتراضات مثل النموذج التجريبي وملائمة العامل
المتغير في التجربة.
على سبيل المثال، حساب البنية الإلكترونية باستخدام معادلة شرودنجر ضمن مجموعة من
التقريبات التي لا تتضمن تركيب النموذج للبيانات التجريبية لمنهج البداية.